# Sebastián Hurtado-Salazar
Sebastián Hurtado-Salazar est un mathématicien colombien travaillant dans les domaines des systèmes dynamiques, de la géométrie et de la topologie. Il est professeur à l'Université Yale. En 2017, avec Aaron Brown et David Fisher, il a démontré la conjecture de Zimmer.

## Formation
Hurtado-Salazar a terminé ses études de premier cycle en mathématiques à l'Université nationale de Colombie et a obtenu une maîtrise en mathématiques à l'Instituto Nacional de Matemática Pura e Aplicada. Il a obtenu son Ph. D. à l'université de Californie à Berkeley en 2014 sous la direction d'Ian Agol avec une thèse intitulée : Homomorphisms between groups of diffeomorphisms.

## Distinctions
Il était boursier Sloan. Il est co-lauréat du prix New Horizons in Mathematics en 2022 avec Aaron Brown,,. En 2023, il a partagé le prix Frontiers of Science avec David Fisher et Aaron Brown.

## Publications (sélection)
- Aaron Brown, David Fisher et Sebastian Hurtado, « Zimmer's conjecture for actions of SL(𝑚,ℤ) », Inventiones Mathematicae, vol. 221, no 3,‎ 2020, p. 1001-1060 (arXiv 1710.02735)

- Aaron Brown, David Fisher et Sebastian Hurtado, « Zimmer’s conjecture: Subexponential growth, measure rigidity, and strong property (T) », Annals of Mathematics, vol. 196, no 3,‎ 1er novembre 2022, p. 891-940

## Citation
- Séminaire Bourbaki Octobre 2017 : Serge Cantat - Progrès récents concernant le programme de Zimmer (d'après A. Brown, D. Fisher, et S. Hurtado)